# تفاح صيني
تفاح صيني (الاسم العلمي Malus hupehensis)، نوع من التفاح الصيني المنبت. بري وتزييني. شجرته تعلو من 5 إلى 8 أمتار. أوراقه مسننة الحافة، ضلعها أحمر اللون وزنادها كذلك. أزهاره بيض البتلات، حمر النصل، عطرية العرف. ثماره صغيرة القد، صنابية اللون. ازهراره ربيعي.